# Mrk (Šalamun)
Mrk je cikel petih pesmi Tomaža Šalamuna, izmed katerih je najbolj priljubljena in največkrat obravnavana prva. Pesmi so leta 1966 izšle v znameniti zbirki z naslovom Poker, izdani v samozaložbi.

## Analiza pesmi iz cikla »Mrk«Tomaža Šalamuna
Pesem sestavlja pet sklopov (I,II,III,IV,V), vsebuje tudi pesem, ki je kot predgovor. Prvi sklop (I) je sestavljen iz treh kitic. Prva in druga kitica vsebujeta po dva verza, druga kitica pa ima osem vrstic. Drugi sklop (II) sestavljata dve kitici. Prva je sestavljena iz devetih verzov, druga pa iz sedmih verzov. Tretji sklop (III) sestavljajo štiri kitice. Zanimivost tega sklopa je v tem, da sta druga in četrta kitica sestavljena samo iz ene vrstice. Prvo kitico sestavljata dve vrstici, tretjo pa osem vrstic. Četrti sklop sestavljajo tri kitice, kjer so vse sestavljene iz štirih verzov (IV). Peti sklop (V) pa sestavlja pesem, kjer so vrstice nanizane druga za drugo, ne da bi bile razdeljene v kitice. Tako imamo dvanajst verzov.

### Prvi sklop (I)
Pesem je sestavljena iz treh kitic. Prva in druga kitica sta sestavljeni iz dveh verzov, nekako oklepata drugo kitico, ki pa je sestavljen iz osmih verzov. Pojavi se tudi nekaj rim: mrhovine- samote, močvirja - gnusa; ter nekaj asonanc: izderem iz, prežrtih plošč.
Prvo in drugo vrstico sestavlja prikrita komparacija, kjer je glagol »utruditi se« drzen glede na »podobo«. »Utrudil sem se podobe svojega plemena in se izselil«. Miselno se lahko preusmerimo na drugo podobo in si jo pričnemo ogledovati, ne moremo pa reči, da smo se iz podobe izselili. Tukaj gre za primer drznosti. Imamo tudi metaforo plemena. Izraz pleme je zgodovinska oznaka za označevanje človeške skupnosti v dobi prazgodovine. Pesem je nastala v 20. stoletju in izraza peleme danes več ne uporabljamo za oznako določene skupine ljudi. Lirski subjekt opredeljuje odločitev za odhod, odločitev za spremembo in tudi uresničitev te odločitve. Vzrok njegovega spremenjenega položaja pa je občutek utrujenosti. 
V drugi kitici lirski subjekt predstavi podobo novega, v obliki samih identifikacij. Lirski subjekt namreč sestavlja nekakšno »novo telo«, udi tega novega telesa bodo iz dolgih žebljev, drobovje ob iz starih cunj, oko bo iz globine močvirja, samota tega subjekta bo iz nagnitega plašča mrhovine, postavil si bo tudi kolibo iz prežrtih plošč gnusa. Na spošno prevladuje metafora gnitja in preperelosti. Zanimiva je ta antiteza tega organskega gnitja in preperelosti nasproti dolgim žebljem, skorajda anorganski snovi. Antitetični paralelizem glede na vsebinsko raven: žeblji, ki se lahko obdržijo kar nekaj časa in stare cunje, nagniti plašč mrhovine. Lirski subjekt verjetno ne opredeljuje svojega minljivega telesa, ki ima določeno anatomsko zgradbo, ampak opredeljuje miselni svet Tomaža Šalamuna, telo tega miselnega sveta, v katerega bo varil ude iz dolgih žebljev, drobovje bo iz starih cunj, svojo samoto bo odel v plašč, ki bo nagniti plašč mrhovine, oko si bo izdrl iz globine močvirja, postavil si bo tudi kolibo, ki bo postavljena iz prežrtih plošč gnusa. Zanimivi prekriti komparaciji: koliba postavljena iz prežrtih plošč gnusa, ali pa plašč pesnikove samote bo iz nagnitega plašča mrhovine. Izrazita občutka kot sta gnus in samota, sta primerjana s snovjo, s prežrtimi ploščami in pa nagnitim plaščem mrhovine.
V tretji kitici opredeli svet, v katerem bo bivalo to novonastalo telo. Značilnosti tega sveta so ostri robovi, krutost in večnost.

### Drugi sklop (II)
Drugi sklop Mrka sestavljata dve kitici. Prvo sestavlja devet verzov. Drugo pa sedem verzov. Lirski subjekt je obrnjen do sebe. V prvi kitici opredeli prav posebno dejavnost, ki jo bo izvedel na svojem novem »miselnem« telesu. V svoje telo bo namreč začel zabijati dolge žeblje in jih počasi zabijati v telo. Uporabi metaforo žeblja. Za žeblje in za dejavnost zabijanja žebljev je na splošno značilno, da z njihovo uporabo lahko združujemo različne snovne površine, zanje je tudi značilno, da jih uporabimo na tistih mestih, kjer potrebujemo to vezavo. Težko da bi pesnik v svoje organsko telo zabijal žeblje in se »tapeciral za vsak dan po kakih deset kvadratnih centimetrov«. Govorimo lahko o metaforičnih žebljih, ki jih lahko razumemo na ravni miselnih procesov in govora je o spoznavnostnem procesu, ko je govora o »tapeciranju«. Za izjave, misli, ki se nam zdijo absolutno veljavne in ki človeku pomenijo določena spoznanja lahko rečemo, da nekaj »stoji kot pribito«. Da nekaj pač »drži kot absolutna resnica«. Pesnik je nasproti minljivosti iz prvega sklopa v drugem dodal opis nekakšnih spoznanj o nekakšnih neminljivih, absolutnih resnicah, na katerih bo gradil svoje življenje. »Tapeciral se bom vsak dan/ Na primer kakih deset kvadratnih centimetrov."
V drugi kitici je opisan še proces nekakšne izničitve tistih prvin, ki jih je pesnikovo življenje potrdilo za ne toliko vzdržen ali veljavne kot prve. Namreč lisrki subjekt bo ustvarjeno tapecirano telo zažgal, le- to bo gorelo sedem dni in ostali bodo samo žeblji, spajkani in zrjaveli. »Tak bom ostal./ Tak bom vse preživel.« Ena od absolutnih resnic je tudi pisanje poezije, kajti lirski subjekt ugotavlja, da bodo ti žeblji vsi zrjaveli, da pa bo kot tak lirski subjekt ostal, vse preživel v literalnem pomenu besede. 

### Tretji sklop pesmi Mrk (III)
V tretjem sklopu pesmi Mrk se lirski subjekt obrača do ženske osebe in do ljubezni. Ta sklop sestavljajo štiri kitice. Značilnost druge in četrte je ta, da ju sestavlja samo en verz. Prvo kitico sestavljata dve vrstici, tretjo pa osem vrstic. V tretji kitici se v štirih verzih zaporedoma ponovi sintagma »po zidku«, ki pa se veže z navedbami različnih prostorskih opredelitev: navzgor, navzdol, na levo, na desno. Četrta kitica daje še peto možnost »vedno samo po zidku."
Pesem se začne s prikrito komparacijo »Na črnih livadah/ Visijo plahte oprane ljubezni.« Imamo drznost glagola »opran« nasproti »ljubezni«, za katero najsplošnejša lastnost ne bi bila ravno ta, da bi bila »oprana«. »Opranost« je pojem, ki ga običajno uporabljamo in povezujemo s snovnimi prvinami, ne pa z abstraktnim pojmom, kot je pojem ljubezni. Prav tako imamo tudi metaforo »črne livade«. Prav tako negativne konotacije, kot pri pojmu ljubezni. Livade naj bi bile razkošno zelene, pri Šalamunu pa so črne barve. Če črno barvo povežemo z negativnimi konotacijami, ki jih ima v naši kulturi, je blizu žalovanju. Tu je tudi blizu pojem opranosti, ki pa s svojo opranostjo daje možnost »nove zapackanosti«. Lirski subjekt opredeli svoje razmerje do bližnjega, se opredeli kot nedostopen; »Nikogar ne pustim na svojo gmajno.« Ugotavlja tudi, da ženska oseba,ljubljena, izjavljeno v pretekliku, tudi ona ni nikoli hodila po njegovi travi, ampak samo po zidku. »Vedno samo po zidku.« Toda sintagma »da ne boš mislila«, nas vrne v neposredno sedanjost.Imamo opredeljeno nekakšno samoto, ki jo čuti lirski subjekt zaradi temeljne bivanjske pozicije, to je samoti slehernega izmed nas. Saj poezijo piše tudi samo Tomaž Šalamun kot individuum. Sicer smo priče nekakšnemu privatnemu zunanjemu prostoru, ki ga sestavljajo livada, gmajna, trava... Prostor je obdan z zidkom. Lirski subjekt pa navaja, da se na tem obdanem prostorom nahajajo samo »viseče plahte oprane ljubezni«, in da ženska oseba ni nikoli hodila po tej travi, ampak samo po zidku.